# Erich Dethleffsen
Erich Hans Christian Dietrich Dethleffsen (* 2. August 1904 in Kiel; † 4. Juli 1980 in München) war ein deutscher Offizier und Angehöriger des Bundesnachrichtendienstes (BND).

## Leben
Dethleffsen wurde geboren als Sohn des Oberreichsmilitäranwalts Hans Dethleffsen und von Therese Dethleffsen, geborene Haack. Beide Eltern waren in Berlin-Charlottenburg geboren. Zunächst wurde Erich Dethleffsen zu Hause erzogen und besuchte von Ostern 1915 bis Ostern 1922 das humanistische Bismarck-Gymnasium in Berlin-Wilmersdorf, wo er das Reifezeugnis erlangte. Er studierte von April bis November Rechtswissenschaft an der Universität zu Berlin.
Am 1. November 1923 trat er als Schütze beim 8. (Preußischen) Infanterie-Regiment in Frankfurt (Oder) in die Reichswehr ein. Am 30. November 1923 wurde er vereidigt und absolvierte vom 1. bis 3. November 1925 die Fahnenjunker-Prüfung. Vom 1. März bis 30. September 1926 besuchte er den I. Lehrgang an der Infanterieschule und vom 18. November 1926 bis 3. September 1927 den II. Lehrgang. Am 1. Dezember 1927 wurde er zum Leutnant befördert. Vom 8. bis 21. Oktober 1928 absolvierte er den Gasschutzlehrgang in Berlin. Er war Zugführer, Inspektionsoffizier, Bataillons-Adjutant im 1. (Preußischen) Infanterie-Regiment in Königsberg (Preußen) und Adjutant in der Kommandantur Königsberg. Am 1. Januar 1931 wurde er zum Oberleutnant und am 1. Mai 1935 zum Hauptmann ernannt. Am 15. August 1934 starb seine Mutter Isolde. Von Oktober 1935 bis Juli 1937 absolvierte er den Generalstabslehrgang an der Kriegsakademie in Berlin. Währenddessen war er vom 1. Juli bis 28. August 1936 zum Artillerieregiment 10 kommandiert. Anschließend war er von August 1937 bis August 1939 Generalstabsoffizier und Chef des Stabes der Kommandantur der Befestigung bei Glogau, ab 1. April 1939 im Dienstgrad Hauptmann.
Die Mobilmachungsbestimmung für Dethleffsen anlässlich des Zweiten Weltkriegs lautete Erster Generalstabsoffizier (Ia) im Höheren Kommando XXXV ab 26. August 1939. Am 15. Dezember 1939 wurde er in den Generalstab des Heeres versetzt, wo er Gruppenleiter in der Ausbildungsabteilung und dort am 1. Oktober 1940 zum Major befördert wurde (Rangdienstalter 1. Februar 1940). Von Februar 1941 bis Januar 1942 war er Erster Generalstabsoffizier des LVI. Panzerkorps. Mit Wirkung zum 15. Januar 1942 wurde er Erster Generalstabsoffizier der neugebildeten 330. Infanterie-Division, musste jedoch aufgrund einer Verwundung am 4. Februar 1942 bereits wieder ausscheiden. Nach längerer Zeit in der Führerreserve wurde Dethleffsen, seit dem 1. April 1942 Oberstleutnant, am 1. August 1942 Taktiklehrer an der Kriegsakademie in Berlin. Am 1. März 1943 erfolgte seine Beförderung zum Oberst und zum 1. Juni 1943 die Ernennung zum Chef des Generalstabes des XXXIX. Panzerkorps bei der Heeresgruppe Mitte; dabei führte er im Mai 1944 das Grenadierregiment 698. Vom 5. Mai 1944 bis zum 15. Februar 1945 war Dethleffsen Chef des Generalstabes der 4. Armee in Russland und Ostpreußen und wurde in dieser Funktion am 9. November 1944 zum Generalmajor ernannt. Im März 1945 war er Divisionsführer der Division Dethleffsen der 9. Armee an der Oder-Front. Seine Versetzung in den Generalstab des Heeres als Chef der Führungsgruppe erfolgte am 23. März 1945. Dort war er unmittelbarer Vorgesetzter von Reinhard Gehlen, Leiter von Fremde Heere Ost und Dethleffsens späterer Vorgesetzter.
Dethleffsen gelangte noch aus Berlin hinaus, war vertretungsweise wenige Tage Chef des Generalstabs der Heeresgruppe Weichsel ab 29. April 1945 und hatte ab 4. Mai 1945 seine letzte Funktion als Chef der Führungsabteilung im Wehrmachtführungsstab des Oberkommandos der Wehrmacht (OKW) in der Flensburger Enklave unter Generaloberst Alfred Jodl. Am 23. Mai 1945 wurde Dethleffsen in Flensburg zusammen mit den anderen Angehörigen der letzten deutschen Reichsregierung und des OKW zunächst in britische Kriegsgefangenschaft genommen und blieb bis März 1948 in verschiedenen US-amerikanischen Internierungslagern, anfangs noch zusammen mit Karl Dönitz, Hermann Göring und Joachim von Ribbentrop in Camp Ashcan in Bad Mondorf.
Nach seiner Entlassung aus der Kriegsgefangenschaft war Dethleffsen von 1948 bis 1956 Geschäftsführer der Wirtschaftspolitischen Gesellschaft von 1947 (WIPOG), deren Ziel die Verbreitung einer pro-westlichen Einstellung in Deutschland war. In dieser Funktion hielt Dethleffsen zahlreiche Vorträge und Reden zu militärischen Themen, unter anderem die Europäische Verteidigungsgemeinschaft (EVG). Seit 1949 war Dethleffsen aktive „Sonderverbindung“ (J-1805) der Organisation Gehlen und für die Frankfurter Allgemeine Zeitung tätig. In den 1950er Jahren spielte er eine wichtige Rolle in der Debatte um die deutsche Wiederbewaffnung. Er galt als regierungsnah und hatte sich als gemäßigte Stimme innerhalb der organisierten Wehrmachtsveteranen profiliert. Seit 1953 war er wiederholt für Verwendungen im Amt Blank bzw. im Bundesministerium der Verteidigung im Gespräch gewesen. 1956 erhielt er vom Personalgutachterausschuss zwar ein positives Ergebnis, eine Einstellung in die Bundeswehr kam jedoch nicht zustande. 
Dethleffsen wurde stattdessen in den Bundesnachrichtendienst (BND) unter dem Decknamen Degenhardt eingestellt und löste unmittelbar danach, im Juli 1958, Heinz Herre als Gesamtleiter der Auswertung ab. Er war einer der wenigen Quereinsteiger, die spät in Gehlens Dienst stießen, aber sofort auf einen Leitungsposten gelangten. Seine Einstellung in den BND wird als ein Beispiel für die bekannten Gefälligkeitsdienste des BND-Chefs Gehlen für Kameraden, Freunde und Familienangehörige gewertet. Dethleffsen blieb bis mindestens 1968 Abteilungsleiter der Abteilung Auswertung. Im BND hatte er den Dienstgrad Brigadegeneral der Reserve, Mit Ablauf des August 1969 trat Dethleffsen in den Ruhestand.
Dethleffsen war evangelisch. Am 22. September 1931 heiratete er Harriet von Falkenhorst, Tochter des späteren Generaloberst Nikolaus von Falkenhorst. Er hatte drei Töchter. Karin Gisela Christa kam am 13. September 1933 in Königsberg zur Welt, Silke wurde am 1. Januar 1936 in Berlin-Tempelhof geboren.
Er lebte nach dem Zweiten Weltkrieg zuerst in Frankfurt am Main und zuletzt in München, wo er am 4. Juli 1980 verstarb.

## Auszeichnungen
- Eisernes Kreuz II. Klasse am 1. Oktober 139
- Eisernes Krreuz I. Klasse am 14. August 1941
- Verwundetenabzeichen in Schwarz am 10. Februar 1942
- Deutsches Kreuz in Gold am 1. Mai 1942[4]
- Medaille Winterschlacht im Osten 1941/42 am 1. September 1942
- Ritterkreuz des Eisernen Kreuzes am 23. Dezember 1943[4]

## Schriften
- Das Wagnis der Freiheit. 1952
- Soldatische Existenz morgen. 1953
- Der Artillerie gewidmet. 1975
- Robert Martinek: General der Artillerie, Lebensbild eines Soldaten. 1975